# Ilya Ilin
Ilya Ilin (Qyzylorda, 24 maggio 1988) è un sollevatore kazako, è stato tre volte campione del mondo.
Ha partecipato ai Giochi olimpici di Pechino 2008 e Londra 2012 vincendo in entrambe le edizioni l'oro nella categoria 94 chilogrammi. Tuttavia, entrambe le medaglie sono state revocate in quanto egli è risultato positivo ai controlli antidoping.

## Palmarès
- Campionati mondiali

Doha 2005: oro negli 85 kg;
Santo Domingo 2006: oro nei 94 kg;
Parigi 2011: oro nei 94 kg;
Almaty 2014: oro nei 105 kg.

- Giochi asiatici

Doha 2006: oro nei 94 kg;
Guangzhou 2010: oro nei 94 kg.